# Nuoto ai XVII Giochi del Mediterraneo - 400 metri stile libero maschili
Le gare di nuoto nella categoria 400 metri stile libero maschili si sono tenute il 21 giugno 2013 al Yeni Olimpik Yüzme Havuzu di Mersin.

## Calendario
Fuso orario EET (UTC+3).
| Data      | Ora   | Turno    |
| --------- | ----- | -------- |
| 21 giugno | 10:35 | Batterie |
| 21 giugno | 19:11 | Finale   |

## Risultati
I 18 atleti vengono inquadrati in tre batterie da 6 nuotatori ciascuna. Si qualificano alla finale i primi otto tempi.

### Batterie
| Pos. | Nome                   | Nazione   | Tempo   | Batt. | Corsia | Note |
| ---- | ---------------------- | --------- | ------- | ----- | ------ | ---- |
| 1    | Ahmed Mathlouthi       | Tunisia   | 3'53"81 | 1     | 4      | Q    |
| 2    | Velimir Stjepanović    | Serbia    | 3'54"97 | 2     | 5      | Q    |
| 3    | Marwan Elkamash        | Egitto    | 3'55"18 | 1     | 3      | Q    |
| 4    | Simon Guerin           | Francia   | 3'55"37 | 1     | 6      | Q    |
| 5    | Antonios Fokaidis      | Grecia    | 3'55"48 | 3     | 6      | Q    |
| 6    | Nezir Karap            | Turchia   | 3'55"51 | 2     | 6      | Q    |
| 7    | Oussama Mellouli       | Tunisia   | 3'55"81 | 3     | 4      | Q    |
| 8    | Alex Di Giorgio        | Italia    | 3'55"82 | 3     | 5      | Q    |
| 9    | Ahmed Mahmoud          | Egitto    | 3'56"55 | 3     | 2      |      |
| 10   | Samuel Pizzetti        | Italia    | 3'56"56 | 2     | 4      |      |
| 11   | Martin Bau             | Slovenia  | 3'57"63 | 2     | 3      |      |
| 12   | Lucas Vigoretto        | Francia   | 3'58"19 | 3     | 3      |      |
| 13   | Ediz Yıldırımer        | Turchia   | 3'58"29 | 1     | 2      |      |
| 14   | Stefan Sorak           | Serbia    | 3'58"43 | 1     | 5      |      |
| 15   | Antonio Arroyo Pérez   | Spagna    | 3'59"07 | 2     | 2      |      |
| 16   | Marko Blazhevski       | Macedonia | 4'00"53 | 1     | 7      |      |
| 17   | Jan Karel Petrič       | Slovenia  | 4'05"82 | 3     | 7      |      |
| 18   | Gerard Rodríguez López | Spagna    | 4'07"63 | 2     | 7      |      |

### Finale
| Pos. | Atleta              | Nazionalità | Tempo   | Corsia |
| ---- | ------------------- | ----------- | ------- | ------ |
|      | Velimir Stjepanović | Serbia      | 4'09"18 | 5      |
|      | Oussama Mellouli    | Tunisia     | 4'11"61 | 1      |
|      | Simon Guerin        | Francia     | 4'12"41 | 6      |
| 4    | Ahmed Mathlouthi    | Tunisia     | 4'16"03 | 4      |
| 5    | Antonios Fokaidis   | Grecia      | 4'17"36 | 2      |
| 6    | Nezir Karap         | Turchia     | 4'22"38 | 7      |
| 7    | Alex Di Giorgio     | Italia      | 4'22"73 | 8      |
| 8    | Marwan Elkamash     | Egitto      | 4'25"31 | 3      |